# François Mathias René Leprieur
François Mathias René Leprieur (Saint-Dié-des-Vosges, 18 de abril de 1799 - Cayena, 16 de julio de 1869) fue un botánico, farmacéutico de la Marina nacional de Francia, paleobotánico, y pteridólogo francés.

## Biografía
A lo largo de su carrera, recogió muestras en los campos de la entomología, ictiología, botánica.
Con sede en Senegambia entre 1824 y 1829, estudió la flora en muchos viajes de exploración en paralelo con su colega, el Dr. Perrotet. Acumularon muchas planchas de herbario, completando "observaciones importantes sobre los períodos de floración, localidades específicas, nombres vulgares, usos económicos." A su regreso a Francia en julio de 1829, se compromete a redactar una flora de Senegambia. Pero cuando empieza, le ordenar ir a Guyana. Entonces remite sus colecciones y sus notas a su colega, que busca la ayuda de Jean Baptiste Antoine Guillemin y Richard Aquiles. La flora se publica bajo el nombre de  Florae Senegambiae Tentamen 'entre 1831-1833.
Permaneció en Guyana hasta 1849, y fue farmacéutico de 1.ª clase. Realizó recolecciones, no sin dificultades.
De 1850 a 1858, fue asignado en Martinica. A su retiro, después vuelve a Cayena, donde murió.

## Algunas publicaciones
- Des hyménoptères décrits par Maximilien Spinola dans les annales de la société entomologique de France[6]

- Des cryptogames décrits par Camille Montagne dans les Annales des sciences Naturelles XIV (5)

## Honores

### Eponimia
Géneros
- Leprieuria Læssøe, J.D.Rogers & Whalley, 1989
- Leprieurina G.Arnaud, 1918
- Leprieurinella Bat. & H.Maia, 1961

Especies (88 registros IPNI)
- (Capparaceae) Neocalyptrocalyx leprieurii (Briq.) Iltis[7]

- (Cyatheaceae) Alsophila leprieuriana Kunze[8]

- (Dryopteridaceae) Dryopteris leprieurii (Hook.) Kuntze[9]

- (Thelypteridaceae) Steiropteris leprieurii (Hook.) Pic.Serm.[10]